# Enotria: The Last Song
Enotria: The Last Song — компьютерная игра в жанре этнофэнтезийного ролевого боевика («соулслайка») с видом от третьего лица, разработанная и выпущенная миланской командой Jyamma Games 16 сентября 2024 года для персональных компьютеров под управлением Windows и игровых приставок PlayStation 5 и 12 декабря 2024 года на Xbox Series X/S.
Enotria: The Last Song получила смешанные отзывы от критиков. Авторы хвалили игру за атмосферу, продуманные уровни, интересный сюжет, сеттинг и самобытность благодаря вплетению в нарратив проекта итальянской культуры и фольклора, но при этом критиковали игровой процесс за однообразие и тривиальность, боссов и неказистость.

## Игровой процесс
| Системные требования | Системные требования                                         | Системные требования                                         |
| -------------------- | ------------------------------------------------------------ | ------------------------------------------------------------ |
|                      | Рекомендации                                                 |                                                              |
| Минимальные          |                                                              |                                                              |
| ОС                   | Windows 10/11 (64-bit)                                       | Windows 10/11 (64-bit)                                       |
| ЦПУ                  | Intel Core i5-6600 (3.3Ghz) / AMD Ryzen 5 1400 (3.2Ghz)      | Intel Core i5-6600 (3.3Ghz) / AMD Ryzen 5 1400 (3.2Ghz)      |
| Объём ОЗУ            | 16 GB RAM                                                    | 16 GB RAM                                                    |
| Видеокарта           | NVIDIA GeForce GTX 1080 6GB / AMD Radeon RX 580 8GB          | NVIDIA GeForce GTX 1080 6GB / AMD Radeon RX 580 8GB          |
| Желательные          |                                                              |                                                              |
| ОС                   | Windows 10/11 (64-bit)                                       | Windows 10/11 (64-bit)                                       |
| ЦПУ                  | Intel Core i7-8700 (3.2Ghz) / AMD Ryzen 5 3600 (3.6 Ghz)     | Intel Core i7-8700 (3.2Ghz) / AMD Ryzen 5 3600 (3.6 Ghz)     |
| Объём ОЗУ            | 16 GB RAM                                                    | 16 GB RAM                                                    |
| Видеокарта           | NVIDIA GeForce 2080 / AMD Radeon RX 7600 XT / INTEL Arc A770 | NVIDIA GeForce 2080 / AMD Radeon RX 7600 XT / INTEL Arc A770 |

Enotria: The Last Song представляет собой фэнтезийный ролевой боевик с видом от третьего лица. Сами авторы и многие рецензенты описывали игровой процесс как стандартный «соулслайк», впрочем, порой отмечая его большую схожесть с Sekiro или Bloodborne, а не серией Dark Souls. Одной из причин этого сравнения стало то, что в игре нет блоков — от атак врагов необходимо уворачиваться или парировать их, в чём Enotria: The Last Song идеально подходит для ритмичных игроков. От них требуется грамотно парировать атаки и наносить контрудары, выводя противника из равновесия и заполняя его шкалу выносливости для нанесения мощной атаки. При этом увороты в игре, как и в Sekiro, не особо эффективные из-за отсутствия «фреймов неуязвимости», когда урон не доходит до игрока, из-за чего перекатываться необходимо в очень чёткий тайминг, попав в который, гораздо эффективнее именно парировать атаки врага. Также для использования перекатов нужно отключать захват цели, поскольку перекаты с захватом другие, и они абсолютно неэффективны.
В игре наличествует кастомизация: в ходе исследования мира игрок будет находить лут для экипировки и улучшения снаряжения. Помимо этого возможно манипулировать временем и пространством для восстановления мостов или преодоления других преград. В игре также есть два древа прокачки для каждого из трёх классов персонажей. И если первый типичен для самой серии Dark Souls и «соулслайк»-игр в целом и представляет собой классическую табличку, то второй ближе к древу из «Ведьмак 3: Дикая Охота»: четыре ветки для прокачки, каждую из которых можно включить в класс и в каждой из которых есть сильнейший из навыков, до которого нужно добраться прокачкой стандартных. Помимо этого в Enotria: The Last Song есть и обычная магия и заклинания, накладывающие определённые эффекты.
У главного героя игры, в отличие от остальных персонажей, маски нет, но он может надевать маски поверженных врагов, получая бонусы. Меняя маску, игрок на ходу меняет и класс персонажа, к каждому из которых, впрочем, можно добавить любой навык. Благодаря этому в игре наличествует уникальная механика, отличающая её от прочих «соулслайков», — система стихий, которая может показаться знакомой любителям жанра приключенческих боевиков, но на деле существенно отличается от них, поскольку стихийные элементы не являются классическими типа огня, воды и земли: большая часть из них работает по принципу размена — получая преимущество к одной из характеристик, игрок получает минус к другой: например, регенерацию жизни за счёт брони, увеличение силы атаки за счёт потери жизни или увеличение силы стихий за счёт появления у врагов вампиризма. Стихийные эффекты можно накладывать и на врагов, на которых они действуют аналогично игроку, давая им бонус в одном плане и дебафф в другом. Некоторые типы врагов невосприимчивы к определённым элементам, как к наложению на них, так и к атакам от игрока, использовавшего эту стихию. Другие наоборот более восприимчивы к определённому элементу или в принципе убиваемы только им. Также элементы работают по принципу «камень-ножницы-бумага» — противника, поражённого или использующего один элемент можно победить проще, если запустить другой элемент, однако если рядом будет наличествовать враг с третьим, то его атака против игрока будет более болезненной, нежели если бы он не использовал ни один из элементов.

## Сюжет и сеттинг
В принципах построения сюжета и лора игры Enotria: The Last Song похожа на серию Dark Souls: сюжет в игре достаточно скуп на детали, однако много раскрывается через внутриигровой контент, но в отличие от родоначальника это не описания предметов, а специально выделенный раздел с информацией о вселенной.
Главный герой — безымянный персонаж, пробужденный от вечного сна. В отличие от остальных жителей мира, не имеет собственной маски. Действие игры разворачивается в солнечной и живописной, похожей внешне на Южную Италию вымышленной стране Энотрия. После уничтожения первых врагов игрок попадает в населённый пункт, где все живущие здесь люди оказались во власти проклятия, поместившего их в вечную пьесу Кановаччо, созданную богами по принципу «Весь мир — театр»: повсюду разыгрываются случайные театральные сценки, но, в отличие от реальности, артисты злобны и обещают «сожрать» каждого смеющегося. Один из населённых пунктов, Квинта, внешне похож на Тоскану, а другие населённые пункты и локации напоминают о Сицилии. NPC игры, включая врагов, преимущественно гуманоиды. Для создания большей атмосферы Enotria также не полностью переведена, поскольку в ней присутствуют отдельные фразы и названия элементов на итальянском языке (в том числе в английской версии игры).
По мере продвижения по сюжету игрок получает новые записки и подсказки, встречается с лидерами культов и другими противниками, пытающимися поведать ему о смысле жизни, а также узнаёт, что обречённые на вечную театральную игру жители Энотрии постепенно сошли с ума, хотя накладывая на них заклятие боги хотели погрузить страну в эпоху вечного веселья. Процесс накопления безумия среди населения происходит на глазах игрока, когда он только пробуждается и отправляется расправляться со злодеями и спасать мир от стазиса. Как и в серии Dark Souls и в большинстве других «соулслайк»-игр, сюжет на протяжении игры продолжает идти фоном и особо не раскрывается.

## Продвижение и релиз
Enotria: The Last Song была разработана командой Jyamma Games во главе с CEO Джакомо Греко на Unreal Engine 5. Эта игра является первым крупным проектом для студии — раньше разработчики делали только небольшие мобильные игры. Продюсированием игры занимался Эдоардо Базиле, геймдизайном — Стоян Стоянов, дизайном декораций и интерфейса — Франческо Аббоницио. Музыкальное сопровождение для Enotria: The Last Song обеспечил Арам Шахбазиан, работавший над такими играми как Cyberpunk 2077 и Redout. Первоначально проект назывался Project Galilelo. В 2022 году Jyamma Games представила игру на Milan Games Week 2022 и Tokyo Game Show 2022.
15 декабря 2023 года в Enotria: The Last Song запустили игроков для закрытого бета-теста. В марте 2024 года, после того, как глава FromSoftware Хидэтака Миядзаки анонсировал выход DLC Shadows of the Erdtree для последней игры компании Elden Ring на тот же день, что и проект Jyamma Games, Джакомо Греко объявил о сдвиге даты релиза Enotria: The Last Song с 21 июня на 21 августа для того, чтобы попытаться не остаться в тени мастодонта FromSoftware, назвав это «самоубийственным» решением. 16 мая разработчики представили 15-минутный трейлер с демонстрацией игрового процесса игры. В тот же месяц компания представила новый трейлер игры на Future Games Show Spring Showcase 2024. Летом того же года разработчики представили игру на летнем Steam Next Fest. Некоторые авторы, например Брендан Калдуэлл из Rock, Paper, Shotgun, включили демо-версию игры в список своих любимых на выставке. 21 августа игру представили на Gamescom 2024.
В дальнейшем игра снова была перенесена на 19 сентября. 28 августа авторы вновь подтвердили дату выхода цифровой версии, а также объявили о выпуске физических копий игры. В следующем месяце игра вышла на PC (Steam) на 3 дня раньше обещанной даты, а в срок добралась и до PlayStation 5 с Epic Games Store. Авторы планировали также выпуск и на Xbox Series X/S в ту же дату, однако выход сорвался. В сети ходило много слухов, что это связано с возможным контрактом авторов игры с Sony, однако, по словам Джакомо Греко, это произошло из-за «наплевательского отношения» со стороны компании Microsoft, которая на протяжении двух месяцев не отвечала разработчикам. До этого они заявляли, что полностью отказались от релиза на консоли, но затем всё же снова решили выпустить игру, а незадолго до выхода отложили релиз игры на приставке Microsoft на неопределённо долгий срок. На следующий день в Microsoft извинились перед представителями компании за возникший инцидент. В дальнейшем игра всё же вышла на Xbox 12 декабря 2024 года.

## Восприятие
| Сводный рейтинг       | Сводный рейтинг             |
| Агрегатор             | Оценка                      |
| --------------------- | --------------------------- |
| Metacritic            | 70/100 (PC); 68/100 (PS5)   |
| MobyRank              | 69 / 100                    |
| «Критиканство»        | 52 / 100                    |
| Иноязычные издания    |                             |
| Издание               | Оценка                      |
| Gameblog              | 5 / 10                      |
| GamesRadar+           | [ 30 ]                      |
| Hardcore Gamer        | 7,0/10                      |
| IGN                   | 7,5/10 (Italia) 7,0/10 (US) |
| PC Gamer (US)         | 5,7/10                      |
| Game Rant             | 7 / 10                      |
| GamingBolt            | 7 / 10                      |
| MeriStation           | 7,5 / 10                    |
| Multiplayer.it        | 6 / 10                      |
| PC Games              | 7 / 10                      |
| TechRadar             | [ 35 ]                      |
| Русскоязычные издания |                             |
| Издание               | Оценка                      |
| StopGame.ru           | Проходняк                   |

Enotria: The Last Song получила неоднозначные и смешанные оценки игровой прессы — на агрегаторе рецензий Metacritic у игры 70 баллов из 100 в версии для PC и 68 из 100 в версии для PlayStation 5, на MobyRank — 69 из 100 вне зависимости от платформы.
Графика, лор и сеттинг игры получил неоднозначные, но в основном положительные оценки. По мнению Даниила Шепарда из IXBT.games, играть в Enotria: The Last Song ради сюжета, лора и эстетики совершенно не хочется, поскольку они примитивны и не привлекают игроков. По мнению Кирилла Волошина из StopGame.ru, сюжет и сеттинг являются «даром и проклятием» игры, поскольку лор большой и необычный, однако его раскрытие оставляет желать лучше, поскольку игрок лишь участвует в многочисленных сражениях на опустевшей театральной сцене. Джейк Филлери из Game Rant писал, что вдохновлённый итальянским фольклором сеттинг игры представляет собой потенциал для большого количества историй, которые так и не рассказали: игре не хватило побочных квестов от расположенных то тут, то там NPC, которые не пытаются убить игрока. Хендрик Франк из немецкого журнала PC Games писал, что авторы вложили много сил в проработку графики и внешнего вида, что позволяет игрокам на миг почувствовать себя в настоящей Италии. Пишущий для Multiplayer.it Пьерпаоло Греко отметил, что общая история остаётся непонятной по законам жанра «соулслайк» и ожидать её раскрытия было бы странно. По мнению Селин Эллис из Rock, Paper, Shotgun, внешний вид и сеттинг игры сразу же выделяет её среди других «соулслайков», преимущественно похожих друг на друга и сделанных в жанре тёмное фэнтези, в то время как эта игра сделала в этническом жанре и выделяется своей «яркостью и весёлостью». Журналист GamesRadar+ Джулиан Бенсон посчитал сеттинг и «великолепный залитый солнцем мир» основными плюсами игры, которые хочется изучать и которыми хочется проникнуться. По мнению Мартина Сина из PC Gamer US, Enotria: The Last Song является «очень красивой игрой» с запоминающейся и уникальной атмосферой несмотря на линейность уровней и недостаток неигровых персонажей. Он посчитал сеттинг игры её самым главным плюсом, в том числе разнообразие дизайна ключевых боссов каждого уровня. Согласно Джеймсу Каннингему из журнала Hardcore Gamer, даже самые непримечательные локации в игре кажутся превосходными и необычными, а пейзажи хорошо сделаны и детализированы, в связи с чем их хочется поизучать, расправившись с врагами. В рецензии для международной версии IGN Джаретт Грин поставила игре 7 баллов из 10 и отметила, что пейзажи и сеттинг сильно отличают игру от прочих в жанре и находятся на переднем плане. Она написала, что многие враги и персонажи в своём дизайне покрыты мелкими деталями, хотя текстуры порой могут показаться плосковатыми. В рецензии для итальянской версии IGN Франческо Дестри, несколько увеличив балл до 7,5, отметил, что мир и сеттинг первыми «бросаются в глаза», поскольку являются «царством очарования, просто приятным на вид». Он назвал эстетику и сеттинг игры её главными достоинствами благодаря постоянно меняющимся на внешний вид локациям и местами — запутанности. Положительно оценил эстетику игры и обозреватель TechRadar Рис Вуд, который назвал художественное оформление, сеттинг и окружения игры «совершенно потрясающими», а также остался довольным дизайном уровней, которые, по его мнению, достаточно интересно исследовать и которые сбалансированы между исследуемостью и линейностью, и что один этот мир является достаточным поводом для того, чтобы сыграть в игру. Мэттью Кармосино из GamingBolt отметил, что игровой мир и дизайн визуально является очень богатым и разнообразным, однако о сюжете говорить особо нечего за исключением того, что фанаты игр FromSoftware будут в нём «как в своей тарелке».
Геймплей же Enotria: The Last Song большинство рецензентов назвали сухой копией жанра «соулслайк» с комбо, сильными и слабыми атаками и шкалой выносливости при отсутствии блоков и упоре на парирование. При этом некоторые авторы сравнивали её не с серией Dark Souls, а с другими творениями FromSoftware — Bloodborne и Sekiro. Франческо Дестри, поставивший самый большой бал среди рецензентов, впрочем, назвал эту систему одной из самых хорошо выполненных в жанре. Джейк Филлери из Game Rant и Виктор Монье из MeriStation описали боевую систему игры как слишком зависящую от парирований, из-за чего напоминающую именно Sekiro, а комбо врагов — местами агрессивными и проблемными из-за порой медленной анимации. Рис Вуд также отметил плохо разъясняющее механику обучение, из-за чего игру становится очень сложно постичь, что также усугубляется её непростой терминологией, но при этом написал, что сами эффекты интересны и нестандартны. Остальные рецензенты также назвали уникальную для игры систему со стихиями лучшим изобретением в её геймплее. В игровом процессе также отмечались отсутствие разнообразия, излишняя предсказуемость боссов и их атак, их «вялость» и в большинстве своём простой и разочаровывающий дизайн обычных гуманоидов в броне, а иногда и повторяемость, а также отсутствие баланса в боях с ними и баги в их поведении, в частности периодический сброс шкалы выносливости случайным образом до проведения сильной атаки. Впрочем, Даниил Шепард назвал механики игры «бодрыми», хоть и совсем не способными соперничать с мастодонтами жанра FromSoftware, а Кирилл Волошин, Рис Вуд и Виктор Монье посчитали, что Enotria: The Last Song — интересная проходная игра, не могущая соперничать не только с серией Dark Souls, но и с Lies of P.